# Дукла (хоккейный клуб, Йиглава)
«Дукла» (чеш. HC Dukla Jihlava) — чешский хоккейный клуб из города Йиглава. Выступает в первой чешской лиге. 

## История
Основан в 1956 году под названием «Дукла Оломоуц», в 1957 году клуб перебрался в Йиглаву и стал называться «Дукла Йиглава». В сезоне 1957—58 дебютировал в первой чехословацкой хоккейной лиге. Во времена Чехословакии был армейским клубом. В команде проходили военную службу чехословацкие хоккеисты. Больше других клубов становился чемпионом Чехословакии — 12 раз.
В чешской экстралиге команда выступала в сезонах 1993/94 — 1998/99, 2004/05, 2017/18, особенных достижений не добилась. Ныне играет в первой лиге чешского хоккея.

## Прежние названия
- 1956 — АСД Дукла Оломоуц
- 1957 — АСД Дукла Йиглава
- 1994 — ХК Дукла Йиглава

## Достижения
Чемпион Чехословакии (12): 1967, 1968, 1969, 1970, 1971, 1972, 1974, 1982, 1983, 1984, 1985, 1991
 Серебряный призёр (7): 1966, 1973, 1977, 1979, 1980, 1986, 1987
 Бронзовый призёр (5): 1962, 1964, 1975, 1976, 1988
 Финалист кубка европейских чемпионов (5): 1968, 1971, 1975, 1983, 1984
 Обладатель Кубка Шпенглера (5): 1965, 1966, 1968, 1978, 1982
 Финалист Кубка Шпенглера (5): 1969, 1970, 1977, 1983, 1984

## Известные игроки

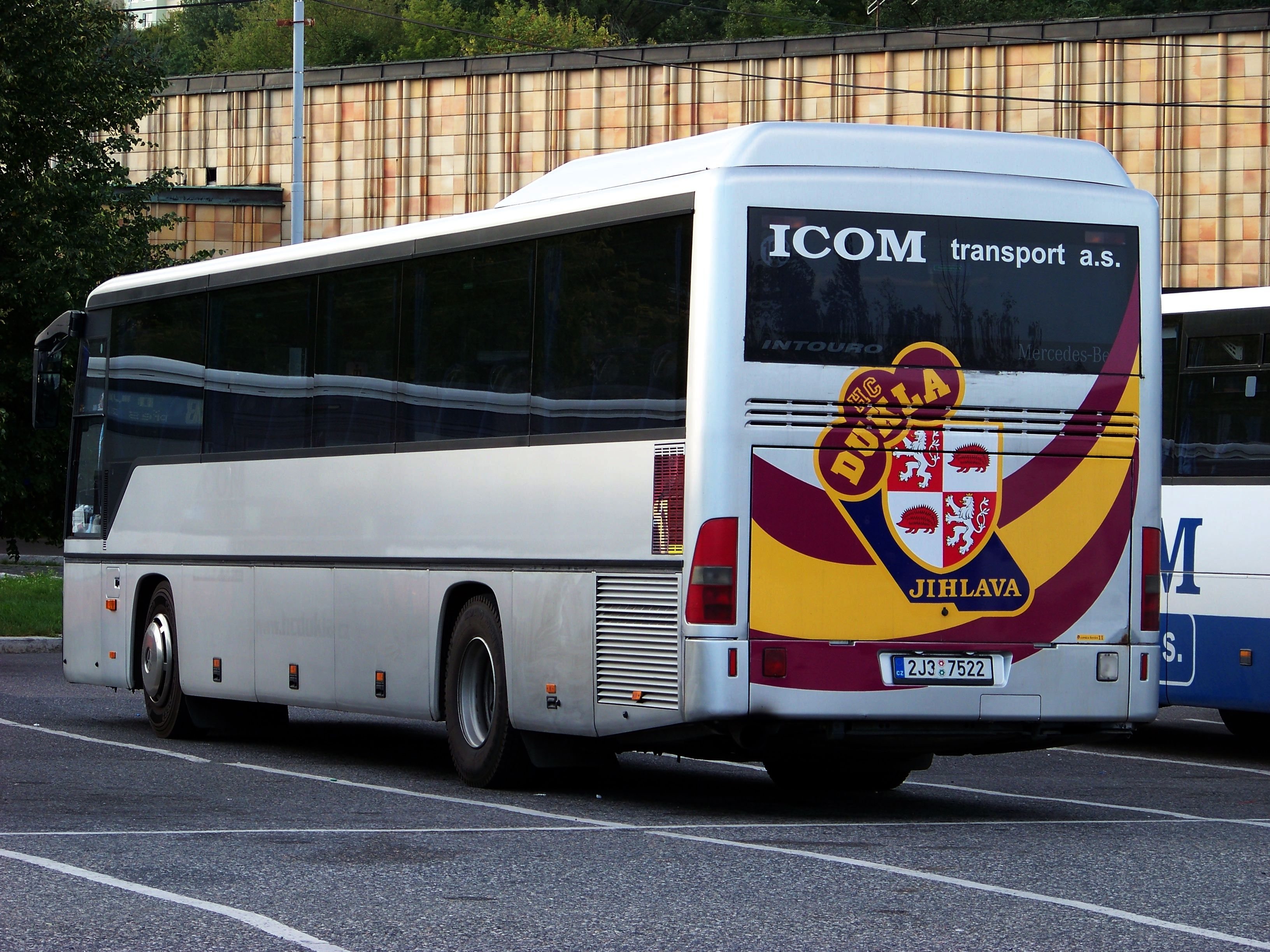
Логотип хоккейного клуба на автобусе

Хоккейный клуб «Дукла» Йиглава воспитал для чехословацкого/чешского хоккея множество знаменитых игроков. Ниже список чехословацких и чешских хоккеистов — воспитанников «Дуклы», становившихся чемпионами мира и обладателями кубка Стэнли.
|                | ЧМ               | Кубок Стэнли |
| Иржи Холик     | 1972, 1976, 1977 |              |
| Виктор Уйчик   | 1996, 1999, 2001 |              |
| Милан Халупа   | 1976, 1977       |              |
| Михал Розсивал | 2010             | 2013, 2015   |
| Ярослав Холик  | 1972             |              |
| Ян Клапач      | 1972             |              |
| Иржи Кохта     | 1972             |              |
| Ярослав Бенак  | 1985             |              |
| Олдржих Валек  | 1985             |              |
| Петр Бузек     | 2000             |              |
| Томаш Кухарчик | 2001             |              |
| Роберт Холик   |                  | 1995, 2000   |
| -------------- | ---------------- | ------------ |